# Rot-Weiss Wernigerode
Rot-Weiss Wernigerode eller Red Devils Wernigerode är en innebandyklubb från staden Wernigerode i Tyskland. Klubben grundades 1998 som avdelningen "Unihockey" inom Wernigeröder Sportverein Rot-Weiß.